# Marc Gruss
Marc Gruss (* 7. März 1974 in Wetter an der Ruhr) ist ein deutscher Schauspieler, Autor und Regisseur. Zusätzlich arbeitet Gruss an der Ruhrakademie als Dozent für Regie und Kammerspiel.

## Werdegang
Gruss nahm von 2001 bis 2004 privaten Schauspielunterricht, danach war er an der Stella Adler Academy of Acting and Theatre in Los Angeles. Weiterhin erhält er seit 2012 eine Gesangsausbildung mit Schwerpunkt auf Musical und Rock/Pop bei der Musical-Darstellerin Yana Kris und seit 2013 ein professionelles Schauspielcoaching bei Bernhard Hiller. Er steht unter Vertrag bei der Agentur The Actors.
Marc Gruss ist seit 1999 verheiratet.

## Filmografie (Auswahl)
- 2007: Dating Vietnam
- 2013: R.A.D.i.O
- 2009: Im falschen Film (Kurzfilm)
- 2010: Das geheime Zimmer
- 2011: Samba Lolek Jr.
- 2014: Lollipop (Kurzfilm)
- 2014: Für den Applaus (Kurzfilm)
- 2015: 5 Seasons
- 2016: Hi8: Resurrectio

## Musical
- 1995–1996: Dracula (Rolle: Jack Seward)
- 1999–2000: Romeo und Julia (Rolle: Graf Paris)
- 2004: Seife
- 2013: Nachttankstelle

## Theater (Auswahl)
- 1997–1998: Charles Dickens’ Weihnachtsmärchen (Rolle: Dick Wilkins)
- 2000–2001: Außer Kontrolle (Rolle: Richard Willey)
- 2002: Die Loriot Revue – Seine dramatischen Werke
- 2011: A prospos: Ehebruch (Rolle: Harry Förster)
- 2011: Wer zuletzt lacht (Rolle: Fred Ziegler)
- 2011: Jeden Mittwoch (Rolle: Caas Henderson)
- 2012: Gekaufte Braut (Rolle: Joe Todd)
- 2012: Die Nadel der Cleopatra (auch Regie, Rolle: Diverse)
- 2013: Sex & Crime im trauten Heim (Rolle: Diverse)
- 2013: Kunst (Marc)
- 2014: Matchball (Rolle: Johann Krawullke)
- 2014: Das perfekte (Desaster) Dinner (Rolle: Robert Kalang)
- 2016: Fünf Frauen und ein Mord